# フレッシュ・アンド・ボーン 〜渇いた愛のゆくえ〜
『フレッシュ・アンド・ボーン 〜渇いた愛のゆくえ〜』は、1993年のアメリカ合衆国の映画である。監督および脚本はスティーヴ・クローヴスがつとめた。出演はデニス・クエイド、メグ・ライアン、ジェームズ・カーンなど。

## ストーリー
始まりの場面はアーリスの幼少期。彼は、孤児を装いある家族に転がり込み夜中に盗みをはたらく。その後、迎えに来た父の気配に気づいた亭主がアーリスの父を襲う。アーリスの父ロイは反撃し、身元を隠すために一家全員を殺害するのであった。時代は変わり、アーリスは大人になる。そんな彼の日常は、故郷ウエストテキサスの平原のように単純で変わりばえがしない。ケイもまた道を我が道と呼ぶ女。破綻した結婚生活を逃げ出し、あてどなくさすらう。運命がそんな二人を引きあわせ、将来への希望も与えてくれる。だが、それも、姿を消していた父親が現れ、闇のように深く暗い過去を呼び覚ますのであった。ケイは父が一家殺害をした生き残りであった。父はケイを殺害し、過去を忘れようと迫ってくるのだが、彼は自分の黒歴史に終止符を打つため父を殺害する決断をする。その後、ケイを後にしたアーリスは、またいつもと変わりばえのしない日常をおくるのであった。

## キャスト
※括弧内は日本語吹替
- アーリス・スウィーニー - デニス・クエイド（菅生隆之）
- ケイ・デイヴィス - メグ・ライアン（佐々木優子）
- ロイ・スウィーニー - ジェームズ・カーン（江角英明）
- ジニー - グウィネス・パルトロー（田中敦子）
- エリオット - スコット・ウィルソン（津田英三）
- グローム - ジョン・ホークス
- 幼少期のアーリス - ジェリー・スウィンダル

## 評価
IMDbで星6.2/10と格付けされている。